# ترنوپیل
ترنوپیل (به اوکراینی: Тернопіль) شهری در استان ترنوپیل در کشور اوکراین واقع شده‌است. جمعیت این شهر ۲۲۵,۲۳۸ نفر (۲۰۲۱ تخمینی)است.

## نگارخانه

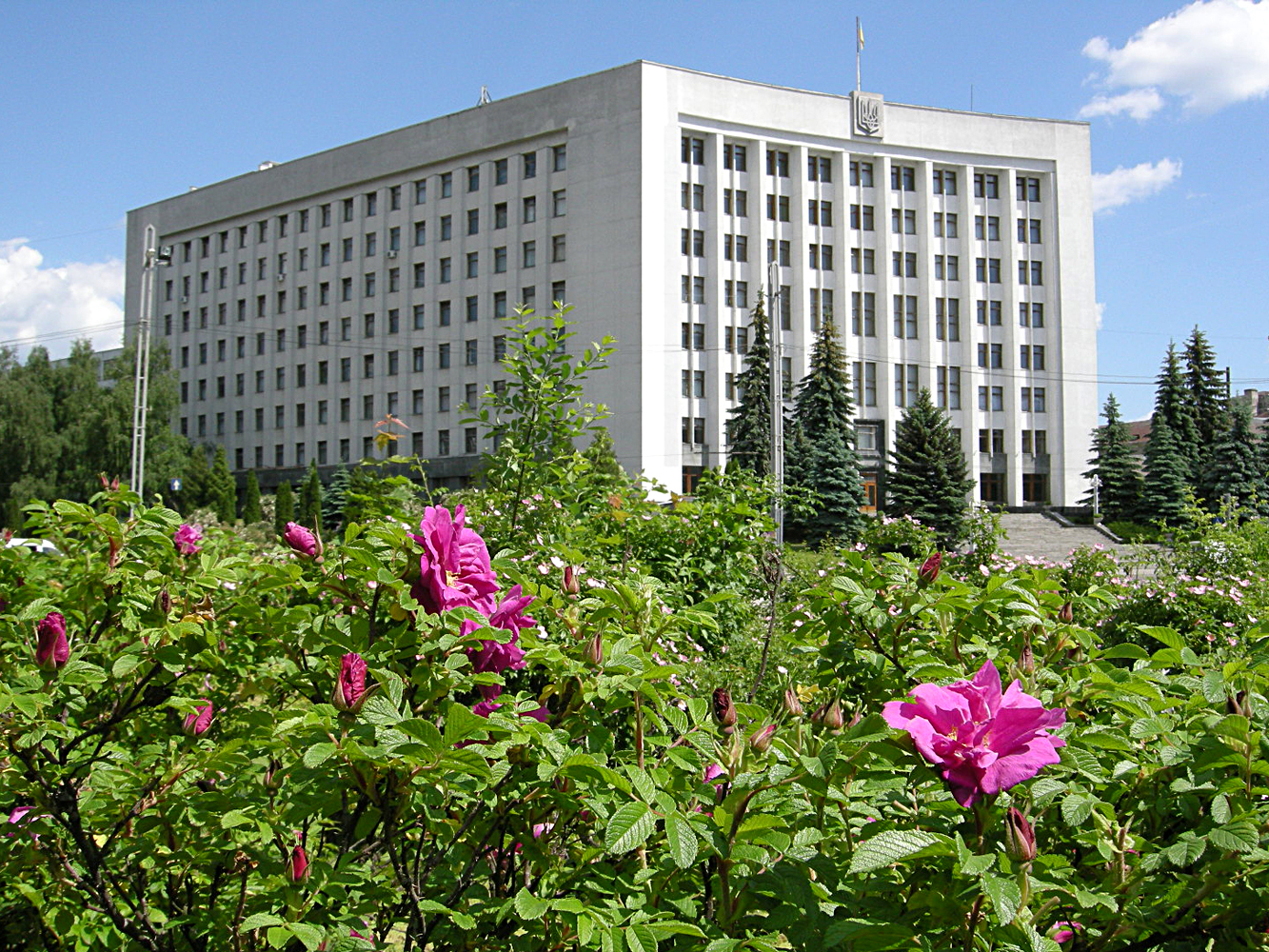
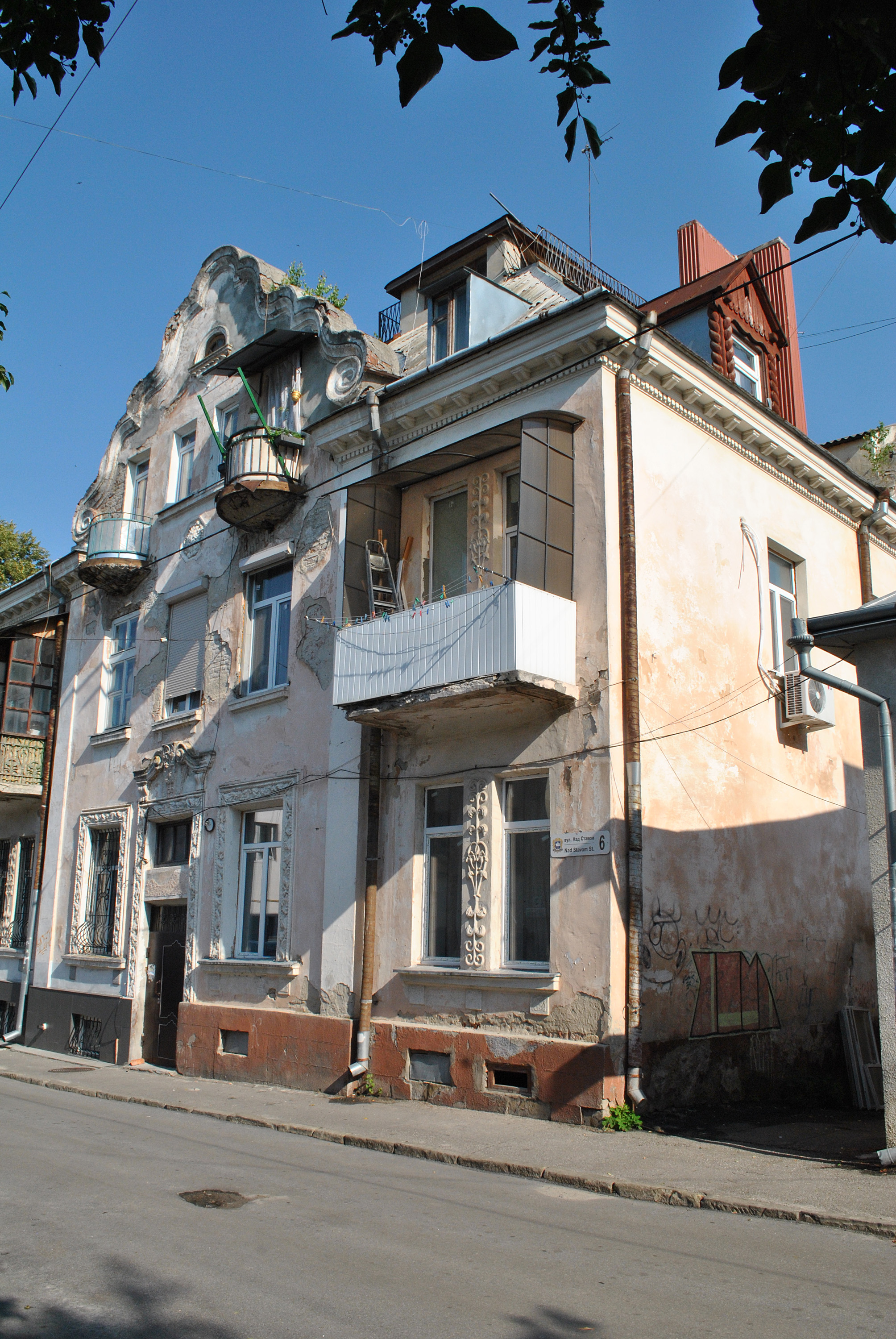
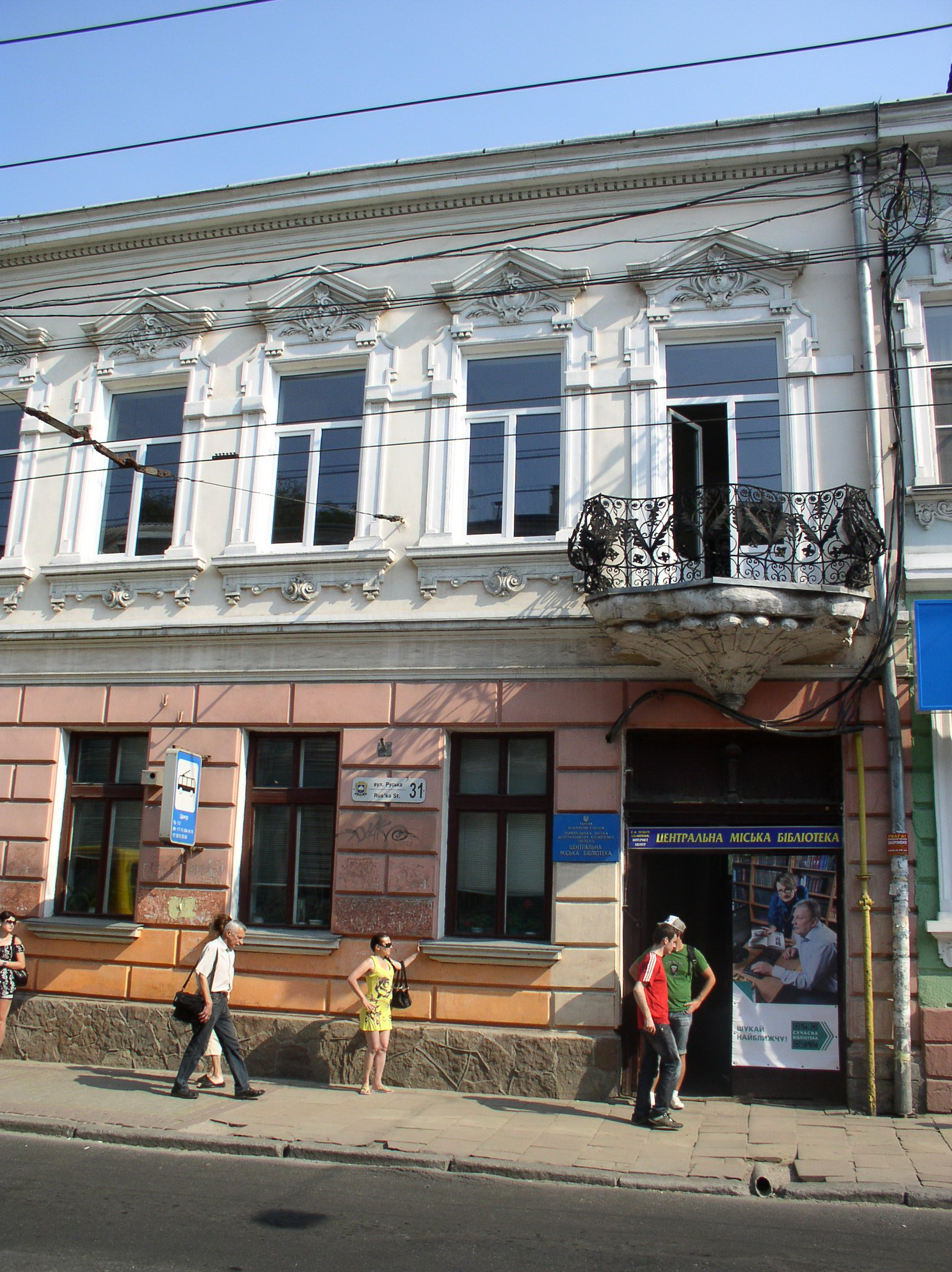
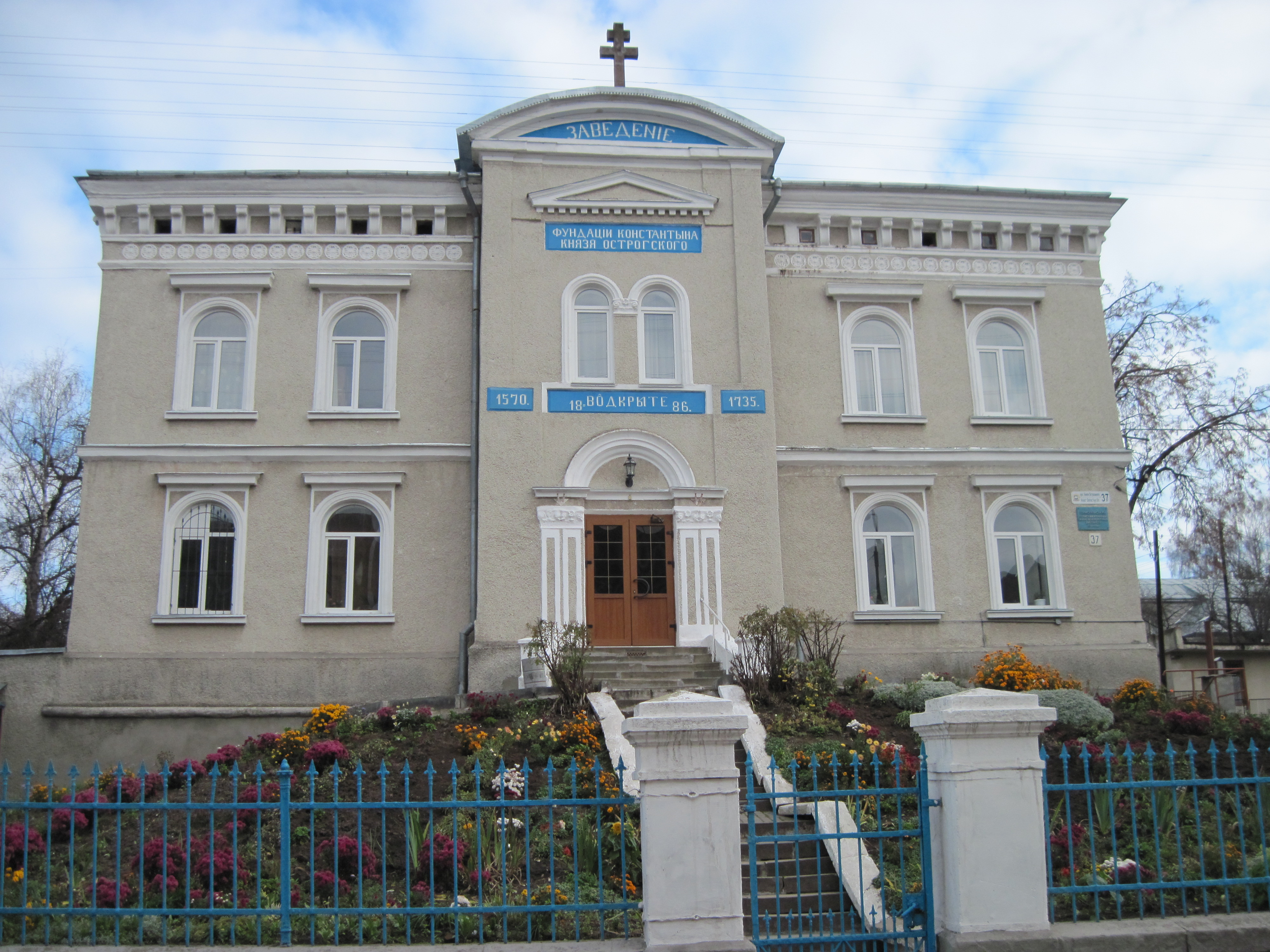

- پرونده:Тернополь. Ресторан "Старый млин"..jpg